# Zemský okres Donnersberg
Zemský okres Donnersberg (německy Donnersbergkreis) je zemský okres v německé spolkové zemi Porýní-Falc. Sídlem správy zemského okresu je město Kirchheimbolanden. Má přibližně 76 tisíc obyvatel. 

## Města a obce
Města:
1. Eisenberg (Pfalz)
2. Kirchheimbolanden
3. Obermoschel
4. Rockenhausen

Obce:
1. Albisheim (Pfrimm)
2. Alsenz
3. Bayerfeld-Steckweiler
4. Bennhausen
5. Biedesheim
6. Bischheim
7. Bisterschied
8. Bolanden
9. Börrstadt
10. Breunigweiler
11. Bubenheim
12. Dannenfels
13. Dielkirchen
14. Dörrmoschel
15. Dreisen
16. Einselthum
17. Falkenstein
18. Finkenbach-Gersweiler
19. Gauersheim
20. Gaugrehweiler
21. Gehrweiler
22. Gerbach
23. Göllheim
24. Gonbach
25. Gundersweiler
26. Höringen
27. Ilbesheim
28. Immesheim
29. Imsbach
30. Imsweiler
31. Jakobsweiler
32. Kalkofen
33. Katzenbach
34. Kerzenheim
35. Kriegsfeld
36. Lautersheim
37. Lohnsfeld
38. Mannweiler-Cölln
39. Marnheim
40. Morschheim
41. Mörsfeld
42. Münchweiler an der Alsenz
43. Münsterappel
44. Niederhausen an der Appel
45. Niedermoschel
46. Oberhausen an der Appel
47. Oberndorf
48. Oberwiesen
49. Orbis
50. Ottersheim
51. Ramsen
52. Ransweiler
53. Rathskirchen
54. Reichsthal
55. Rittersheim
56. Ruppertsecken
57. Rüssingen
58. Sankt Alban
59. Schiersfeld
60. Schönborn
61. Schweisweiler
62. Seelen
63. Sippersfeld
64. Sitters
65. Stahlberg
66. Standenbühl
67. Steinbach am Donnersberg
68. Stetten
69. Teschenmoschel
70. Unkenbach
71. Waldgrehweiler
72. Wartenberg-Rohrbach
73. Weitersweiler
74. Winnweiler
75. Winterborn
76. Würzweiler
77. Zellertal